# وايت (أوريغون)
وايت (بالإنجليزية: White City CDP, Oregon)‏ هي مدينة تقع بولاية أوريغون في الولايات المتحدة. تبلغ مساحتها 4.83 كم2، وترتفع عن سطح البحر 400 م، بلغ عدد سكانها 7975 نسمة في عام 2010 حسب إحصاء مكتب تعداد الولايات المتحدة وتصل الكثافة السكانية فيها 1,651.1 نسمة لكل كيلومتر مربع (4,276.3/ميل2).

## التركيبة السكانية
حدّد مكتب تعداد الولايات المتحدة بيانات التركيبة السكانية لوايت في تعداد الولايات المتحدة. في ما يلي، التركيبة السكانية حسب تعدادي 2000 و2010.

### تعداد عام 2000
بلغ عدد سكان وايت 5466 نسمة بحسب تعداد عام 2000، وبلغ عدد الأسر 1761 أسرة وعدد العائلات 1385 عائلة مقيمة في المدينة. في حين سجلت الكثافة السكانية 1,131.7 نسمة لكل كيلومتر مربع (2,931.1/ميل2). وبلغ عدد الوحدات السكنية 1841 وحدة بمتوسط كثافة قدره 381.2 لكل كيلومتر مربع (987.3/ميل2).
وتوزع التركيب العرقي للمدينة بنسبة 85.47% من البيض و0.18% من الأمريكيين الأفارقة و1.48% من الأمريكيين الأصليين و0.53% من الأمريكيين ذوي الأصول الآسيوية و0.09% من سكان جزر المحيط الهادئ و8.16% من الأعراق الأخرى و4.08% من عرقين مختلطين أو أكثر و16.50% من الهسبانيون أو اللاتينيون من أي عرق.
بلغ عدد الأسر 1761 أسرة كانت نسبة 51.5% منها لديها أطفال تحت سن الثامنة عشر تعيش معهم، وبلغت نسبة الأزواج القاطنين مع بعضهم البعض 55.8% من أصل المجموع الكلي للأسر، ونسبة 16.4% من الأسر كان لديها معيلات من الإناث دون وجود شريك، بينما كانت نسبة 6.4% من الأسر لديها معيلون من الذكور دون وجود شريكة وكانت نسبة 21.4% من غير العائلات. تألفت نسبة 16.9% من أصل جميع الأسر من عدة أفراد يعيشون في نفس المنزل ونسبة 5.2% كانت تتألف من شخص يعيش بمفرده يبلغ من العمر 65 عاماً أو أكثر. وبلغ متوسط حجم الأسرة المعيشية 3.09، أما متوسط حجم العائلات فبلغ 3.43.
بلغ العمر الوسطي للسكان 29.5 عاماً. وكانت نسبة 34.2% من القاطنين تحت سن الثامنة عشر، وكانت نسبة 9.7% بين الثامنة عشر والرابعة والعشرين عاماً، ونسبة 30.3% كانت واقعةً في الفئة العمرية ما بين الخامسة والعشرين والرابعة والأربعين عاماً، ونسبة 18.2% كانت ما بين الخامسة والأربعين والرابعة والستين، ونسبة 7.3% كانت ضمن فئة الخامسة والستين عاماً فما فوق. يوجد لكل 100 أنثى 98.7 ذكر، ويوجد لكل 100 أنثى في الثامنة عشر من عمرها فما فوق 94.8 ذكر.
بلغ متوسط دخل الأسرة في المدينة 29342 دولارًا، أما متوسط دخل العائلة فبلغ 30743 دولارًا. وكان متوسط دخل الذكور 27175 دولارًا مقابل 20784 دولارًا للإناث. وسجل دخل الفرد الخاص بالمدينة 11253 دولارًا. وكانت نسبة 18.9% من العائلات ونسبة 21.1% من السكان تحت خط الفقر، وكان من هؤلاء نسبة 26.5% تحت سن الثامنة عشر ونسبة 13.1% في الخامسة والستين من العمر وما فوق.

### تعداد عام 2010
بلغ عدد سكان وايت 7975 نسمة بحسب تعداد عام 2010، وبلغ عدد الأسر 2431 أسرة وعدد العائلات 1865 عائلة مقيمة في المدينة. في حين سجلت الكثافة السكانية 1,651.1 نسمة لكل كيلومتر مربع (4,276.3/ميل2). وبلغ عدد الوحدات السكنية 3018 وحدة بمتوسط كثافة قدره 624.8 لكل كيلومتر مربع (1,618.2/ميل2).
وتوزع التركيب العرقي للمدينة بنسبة 74.67% من البيض و1.29% من الأمريكيين الأفارقة و1.34% من الأمريكيين الأصليين و0.84% من الأمريكيين ذوي الأصول الآسيوية و0.06% من سكان جزر المحيط الهادئ و17.84% من الأعراق الأخرى و3.95% من عرقين مختلطين أو أكثر و28.84% من الهسبانيون أو اللاتينيون من أي عرق.
بلغ عدد الأسر 2431 أسرة كانت نسبة 47.5% منها لديها أطفال تحت سن الثامنة عشر تعيش معهم، وبلغت نسبة الأزواج القاطنين مع بعضهم البعض 53.2% من أصل المجموع الكلي للأسر، ونسبة 16% من الأسر كان لديها معيلات من الإناث دون وجود شريك، بينما كانت نسبة 7.6% من الأسر لديها معيلون من الذكور دون وجود شريكة وكانت نسبة 23.3% من غير العائلات. تألفت نسبة 17% من أصل جميع الأسر من عدة أفراد يعيشون في نفس المنزل ونسبة 5.2% كانت تتألف من شخص يعيش بمفرده يبلغ من العمر 65 عاماً أو أكثر. وبلغ متوسط حجم الأسرة المعيشية 3.08، أما متوسط حجم العائلات فبلغ 3.43.
بلغ العمر الوسطي للسكان 31.6 عاماً. وكانت نسبة 29.8% من القاطنين تحت سن الثامنة عشر، وكانت نسبة 9.4% بين الثامنة عشر والرابعة والعشرين عاماً، ونسبة 28.6% كانت واقعةً في الفئة العمرية ما بين الخامسة والعشرين والرابعة والأربعين عاماً، ونسبة 23.8% كانت ما بين الخامسة والأربعين والرابعة والستين، ونسبة 8.5% كانت ضمن فئة الخامسة والستين عاماً فما فوق. وتوزع التركيب الجنسي للسكان بنسبة 52.8% ذكور و47.2% إناث.